# Đàm Chính
Đàm Chính (bính âm: Tán Zhèng; Wade-Giles: Tan Cheng; sinh ngày 14 tháng 6 năm 1906 mất ngày 06 tháng 11 năm 1988) là đại tướng Quân Giải phóng Nhân dân Trung Quốc.

## Tiểu sử
Đàm Chính sinh ra ở tỉnh Hồ Nam Trung Quốc. Ông của Chính là một thành viên của tầng lớp giàu có, và cha của Chính là một giáo viên trường tiểu học.
Năm 1912, khi Chính 6 tuổi, gia đình gửi ông đến học ở trường tư thục.
Năm 1955, ông được phong đại tướng, là một trong 10 quân nhân đầu tiên được phong hàm Đại tướng Quân Giải phóng Nhân dân Trung Quốc.